# Liste du patrimoine mondial au Mexique
Cet article recense les sites inscrits au patrimoine mondial au Mexique.

## Statistiques
Le Mexique accepte la Convention pour la protection du patrimoine mondial, culturel et naturel le 23 février 1984. Les premiers sites protégés sont inscrits en 1987.
En 2025, le Mexique compte 36 sites inscrits au patrimoine mondial, 29 culturels, 5 naturels et 2 mixtes.
Le pays a également soumis 20 sites à la liste indicative, 10 culturels, 4 naturels et 6 mixtes.

## Listes

### Patrimoine mondial
La liste suivante recense les biens inscrits au patrimoine mondial au Mexique en 2023. Les noms sont ceux donnés par l'UNESCO ; les choix typographiques sont ceux de l'organisation.
| Id.  | Site                                                                                        | État | Année      | Superficie (ha) | Critères et notes | Coordonnées | Illus. |
| ---- | ------------------------------------------------------------------------------------------- | --- | ---------- | --------------- | --- | --- | --- |
| 1510 | Archipel des Revillagigedo                                                                  | Colima | 2016       | 636 685         | Naturel, (vii), (ix), (x) Le bien comprend quatre sites distincts, pour chacune des îles de l'archipel : - Île Socorro - Île Clarion - Île San Benedicto - Roca Partida | 18° 47′ 02″ nord, 110° 58′ 30″ ouest 18° 21′ 32″ nord, 114° 43′ 19″ ouest 19° 19′ 01″ nord, 110° 49′ 01″ ouest 18° 59′ 49″ nord, 112° 03′ 54″ ouest                                 | Vue aérienne de l'île San Benedicto |
| 1061 | Ancienne cité maya et forêts tropicales protégées de Calakmul, Campeche                     | Campeche | 2002, 2014 | 331 397         | Mixte, (i), (ii), (iii), (iv), (vi), (ix), (x) Le bien et sa zone tampon recouvrent la totalité de la réserve de biosphère de Calakmul, à l'intérieur de laquelle est située la cité de Calakmul. L'inscription initiale ne comprenait que la cité maya ; le bien est étendu en 2014 pour inclure la zone naturelle protégée.                                   | 18° 07′ 23″ nord, 89° 46′ 59″ ouest | Le temple I de Calakmul, émergeant de la jungle. |
| 1351 | Camino Real de Tierra Adentro                                                               | Aguascalientes, Chihuahua, Durango, Guanajuato, Hidalgo, Jalisco, Querétaro, État de Mexico, ville de Mexico, San Luis Potosí, Zacatecas | 2010       | 3 102           | Culturel, (ii), (iv) Bien en série comprenant 60 sites distincts : villes, églises, ponts, etc., qui s'étendent sur 1 400 km depuis Valle de Allende (es) dans le Chihuahua jusqu'au centre historique de Mexico. | 22° 36′ 29″ nord, 102° 22′ 44″ ouest | Panorama de la place de la Constitution à Mexico, terminus du Camino Real ; un drapeau mexicain monumental flotte au centre de la photographie.                                                                                           |
| 1250 | Campus central de la cité universitaire de l'Universidad Nacional Autónoma de México (UNAM) | Mexico | 2007       | 177             | Culturel, (i), (ii), (iv) | 19° 19′ 55″ nord, 99° 11′ 17″ ouest | Vue générale de la bibliothèque centrale de la cité universitaire. |
| 412  | Centre historique de Mexico et Xochimilco                                                   | Mexico | 1987       | 3 011           | Culturel, (ii), (iii), (iv), (v) Le bien comprend quatre sites distincts : un pour le centre historique de Mexico, trois pour Xochimilco. | 19° 25′ 59″ nord, 99° 07′ 59″ ouest 19° 16′ 30″ nord, 99° 08′ 20″ ouest | Plusieurs trajineras, embarcations à fond plat typiques, à la suite sur un canal de Xochimilco. |
| 585  | Centre historique de Morelia (es)                                                           | Michoacán | 1991       | 390             | Culturel, (ii), (iv), (vi) | 19° 42′ 14″ nord, 101° 11′ 31″ ouest | Vue générale de la cathédrale Saint-Sauveur de Morelia. |
| 415  | Centre historique de Oaxaca (es) et zone archéologique de Monte Alban                       | Oaxaca | 1987       | 4 375           | Culturel, (i), (ii), (iii), (iv) Le bien comprend deux zones distinctes, pour Oaxaca et Monte Albán. | 17° 03′ 43″ nord, 96° 43′ 19″ ouest 17° 02′ 38″ nord, 96° 46′ 05″ ouest | Panorama de la Grande Place de Monte Albán depuis la plate-forme nord ; de nombreux édifices pyramidaux sont visibles. |
| 416  | Centre historique de Puebla (es)                                                            | Puebla | 1987       | 690             | Culturel, (ii), (iv) | 19° 02′ 49″ nord, 98° 12′ 29″ ouest | Façade principale de la cathédrale de l'Immaculée-Conception de Puebla. |
| 676  | Centre historique de Zacatecas (es)                                                         | Zacatecas | 1993       | 208             | Culturel, (ii), (iv) | 22° 46′ 01″ nord, 102° 33′ 22″ ouest | Au premier plan, sur la moitié gauche de la photographie, une partie de la façade du museo del Planchado ; en arrière-plan, sur la moitié droite, panorama d'habitations de Zacatecas.                                                    |
| 414  | Cité préhispanique de Teotihuacan                                                           | Mexico | 1987       | 3 382           | Culturel, (i), (ii), (iii), (iv), (vi) | 19° 41′ 31″ nord, 98° 50′ 31″ ouest | Panorama de Teotihuacan depuis la pyramide de la Lune ; l'avenue des Morts débute au premier plan et se dirige vers l'arrière-plan, au centre de la photographie ; la pyramide du Soleil est visible au second plan, sur la gauche.       |
| 411  | Cité préhispanique et parc national de Palenque (es)                                        | Chiapas | 1987       | 1 772           | Culturel, (i), (ii), (iii), (iv) Le site archéologique de Palenque est situé au cœur du parc national. | 17° 28′ 59″ nord, 92° 03′ 00″ ouest | Photographie d'une structure en ruines de Palenque, au milieu de la jungle. |
| 631  | El Tajin, cité préhispanique                                                                | Veracruz | 1992       | 240             | Culturel, (iii), (iv) | 20° 28′ 34″ nord, 97° 22′ 41″ ouest | Vue générale de la pyramide des Niches. |
| 1352 | Grottes préhistoriques de Yagul et Mitla (es) au centre de la vallée de Oaxaca (es)         | Oaxaca | 2010       | 1 515           | Culturel, (iii) Regroupe les sites archéologiques de Yagul et Mitla. | 16° 57′ 04″ nord, 96° 25′ 16″ ouest | Façade du palais de Mitla. |
| 815  | Hospice Cabañas, Guadalajara                                                                | Jalisco | 1997       | 2,34            | Culturel, (i), (ii), (iii), (iv) | 20° 40′ 26″ nord, 103° 20′ 24″ ouest | Façade principale de l'hospice Cabañas. |
| 1182 | Îles et aires protégées du Golfe de Californie                                              | Basse-Californie, Basse-Californie du Sud, Nayarit, Sinaloa, Sonora                                                                      | 2005       | 688 558         | Naturel, (vii), (ix), (x) En péril depuis 2019. Le bien comprend 12 zones distinctes : archipels, baies, caps, zones protégées, etc. | 27° 37′ 37″ nord, 112° 32′ 46″ ouest | Vue de l'île Tiburon depuis le continent américain. Au premier-plan, une étendue couverte de végétation désertique. En arrière-plan, la côte et le relief de l'île Tiburon. Entre les deux, les eaux du golfe de Californie.              |
| 1136 | Maison-atelier de Luis Barragán                                                             | Mexico | 2004       | 0,12            | Culturel, (i), (ii) | 19° 25′ 05″ nord, 99° 11′ 53″ ouest | Façade de la maison-atelier de Luis Barragán. |
| 1079 | Missions franciscaines de la Sierra Gorda de Querétaro                                      | Querétaro | 2003       | 104             | Culturel, (ii), (iii) Le bien comprend cinq sites distincts : - Santiago de Jalpan (es) - Santa María del Agua de Landa (es) - San Francisco del Valle de Tilaco (es) - Nuestra Señora de la Luz de Tancoyol (es) - San Miguel Concá (es) | 21° 12′ 14″ nord, 99° 27′ 50″ ouest 21° 10′ 08″ nord, 99° 18′ 40″ ouest 21° 09′ 40″ nord, 99° 11′ 35″ ouest 21° 24′ 00″ nord, 99° 19′ 41″ ouest 21° 26′ 42″ nord, 99° 38′ 13″ ouest | Façade de l'église de la mission de Santiago de Jalpan. |
| 1209 | Paysage d'agaves et anciennes installations industrielles de Tequila                        | Jalisco | 2006       | 35 019          | Culturel, (ii), (iv), (v), (vi) Deux sites distincts : - Vallée de Tequila et Amatitán - Site archéologique de Guachimontones | 20° 51′ 40″ nord, 103° 45′ 18″ ouest 20° 41′ 28″ nord, 103° 50′ 56″ ouest | Panorama d'un champ d'agaves à Tequila. |
| 714  | Peintures rupestres de la Sierra de San Francisco                                           | Basse-Californie du Sud | 1993       | 182 600         | Culturel, (i), (iii) | 27° 39′ 22″ nord, 112° 54′ 58″ ouest | Peintures rupestres sur un rocher de la Sierra de San Francisco ; plusieurs animaux sont dessinés en rouge, délimités par des traits blancs.                                                                                              |
| 702  | Premiers monastères du XVIe siècle sur les versants du Popocatépetl                         | Morelos, Puebla, Tlaxcala | 1994       | 24,38           | Culturel, (ii), (iv) Le bien comprend 15 sites distincts : temples, anciens couvents, cathédrales. | 18° 56′ 06″ nord, 98° 53′ 53″ ouest | Façade principale de l'ancien couvent de Tepoztlán. |
| 1410 | Réserve de biosphère El Pinacate et le Grand désert d'Altar                                 | Sonora | 2013       | 714 566         | Naturel, (vii), (viii), (x) | 32° 00′ 00″ nord, 113° 55′ 01″ ouest | Panorama du champ volcanique d'El Pinacate ; le centre de la photographie est dominé par le bord du cratère Elegante. |
| 1290 | Réserve de biosphère du papillon monarque                                                   | Mexico, Michoacán | 2008       | 13 552          | Naturel, (vii) | 19° 36′ 22″ nord, 100° 14′ 31″ ouest | Un essaim de papillons monarques volent au-dessus de la cime d'arbres. |
| 1704 | Route de Wixárika (en) à travers les sites sacrés jusqu'à Wirikuta (Tatehuarí Huajuyé)      | Durango, Nayarit, Zacatecas | 2025       | 135 420,64      | Culturel(iii), (vi) Comprend 20 sites distincts : Tuapurie, Cuyetsarie, Xurahue Muyaca, Cupuri Mutiu, Cacai Mutijé, Macuipa, Tatei Nihuetucame, Huahuatsari, Cuhixu Uheni, Tatei Matiniere, Nihuetaritsié, Natsitacua, Uxa Tequipa, Tuy Mayau, Huacuri Quitenie, Huiricuta: Mucuyahue, Huirjcuta: Raunax, Huiricuta: Mawa Yaritsié, Tatei Jaramara, Cerro Gordo | 22° 35′ 52″ nord, 103° 16′ 49″ ouest | |
| 554  | Sanctuaire de baleines d'El Vizcaino (es)                                                   | Basse-Californie du Sud | 1993       | 369 631         | Naturel, (x) Deux sites distincts : - Lagune Ojo de Liebre (es) - Lagune San Ignacio (es) | 27° 45′ nord, 114° 15′ ouest 26° 54′ nord, 113° 13′ ouest | Une baleine grise sort sa tête de l'océan. La côte est visible en arrière-plan. |
|      | Sian Ka'an                                                                                  | Quintana Roo | 1987       | 528 000         | Naturel, (vii), (x) | 19° 22′ 59″ nord, 87° 47′ 31″ ouest | Un chenal aboutit à l'océan, visible en arrière-plan ; ses rives sont bordées de végétation. |
| 1463 | Système hydraulique de l'aqueduc de Padre Tembleque                                         | Mexico | 2015       | 6 540           | Culturel, (i), (ii), (iv) | 20° 21′ 00″ nord, 99° 40′ 01″ ouest | Vue panoramique de l'aqueduc de Padre Tembleque ; la photographie est à contre-jour et les arches apparaissent en noir contre le ciel. |
| 1534 | Vallée de Tehuacán-Cuicatlán : habitat originel de Méso-Amérique                            | Oaxaca, Puebla | 2018       | 145 255         | Mixte, (iv), (x) | 18° 12′ 40″ nord, 97° 24′ 04″ ouest | Panorama de la réserve de biosphère de Tehuacán-Cuicatlán ; au premier-plan s'étend une végétation désertique. En arrière-plan sont visibles des monts couverts de brume.                                                                 |
| 895  | Ville historique fortifiée de Campeche (pt)                                                 | Campeche | 1999       | 181             | Culturel, (ii), (iv) | 19° 50′ 46″ nord, 90° 32′ 13″ ouest | Une rue dans la ville de Campeche. Des maisons de même hauteur mais de couleurs différentes sont alignées en arrière-plan. En bas à droite de l'image est garé un scooter.                                                                |
| 482  | Ville historique de Guanajuato et mines adjacentes                                          | Guanajuato | 1988       | 2 167           | Culturel, (i), (ii), (iv), (vi) | 21° 01′ 01″ nord, 101° 15′ 22″ ouest | Vue de la basilique-collégiale Notre-Dame de Guanajuato. Des bâtiments sont visibles de chaque côté de la photographie et des personnes marchent dans la rue. Au premier plan, un petit jardin.                                           |
| 791  | Ville précolombienne d'Uxmal                                                                | Yucatán | 1996       | 2 060           | Culturel, (i), (ii), (iii) Comprend 4 sites distincts : - Uxmal - Sayil - Kabah - Labná | 20° 21′ 32″ nord, 89° 46′ 16″ ouest 20° 10′ 41″ nord, 89° 39′ 07″ ouest 20° 14′ 53″ nord, 89° 38′ 49″ ouest 20° 10′ 19″ nord, 89° 34′ 44″ ouest                                     | Vue d'ensemble de la pyramide du magicien |
| 483  | Ville préhispanique de Chichen - Itza                                                       | Yucatán | 1988       |                 | Culturel, (i), (ii), (iii) | 20° 40′ 01″ nord, 88° 36′ 00″ ouest | Vue d'ensemble de la pyramide de Kukulcán. |
| 1274 | Ville protégée de San Miguel et sanctuaire de Jésus de Nazareth de Atotonilco               | Guanajuato | 2008       | 47              | Culturel, (ii), (iv) Deux sites distincts pour San Miguel et le sanctuaire. | 20° 54′ 54″ nord, 100° 44′ 38″ ouest 21° 00′ 18″ nord, 100° 47′ 42″ ouest | Vue de la façade latérale du sanctuaire de Jésus Nazareno de Atotonilco. Deux femmes sont assises sous un arbre, sur le côté droit de la photographie.                                                                                    |
| 560  | Zone archéologique de Paquimé, Casas Grandes                                                | Chihuahua | 1998       | 147             | Culturel, (iii), (iv) | 30° 22′ 34″ nord, 107° 57′ 22″ ouest | Panorama de Paquimé : des ruines d'habitations en terre séchée sont visibles depuis le premier plan jusqu'à l'arrière-plan. |
| 939  | Zone de monuments archéologiques de Xochicalco                                              | Morelos | 1999       | 708             | Culturel, (iii), (iv) | 18° 48′ 36″ nord, 99° 16′ 30″ ouest | Vue générale d'une pyramide du site de Xochicalco. Au premier plan, un escalier de pierre accède à une plate-forme au centre de laquelle s'élève une stèle gravée de deux reliefs. La pyramide en elle-même est visible à l'arrière-plan. |
| 792  | Zone de monuments historiques de Querétaro (es)                                             | Querétaro | 1996       | 258             | Culturel, (ii), (iv)</small | 20° 34′ 59″ nord, 100° 22′ 01″ ouest | Panorama du centre de Santiago de Querétaro ; le jardin Zenea occupe les deux-tiers droits de la photographie, tandis que la façade principale du temple de Saint-François-d'Assise s'étend sur le côté gauche.                           |
| 862  | Zone de monuments historiques de Tlacotalpan (pt)                                           | Veracruz | 1998       | 75              | Culturel, (ii), (iv) | 18° 36′ 29″ nord, 95° 39′ 29″ ouest | Panorama d'une place du centre historique de Tlacotalpan. Des bâtiments à arcades occupent le fond de la place. Des palmiers s'élèvent en son centre.                                                                                     |

### Liste indicative
Les sites suivants sont inscrits sur la liste indicative du Mexique en 2023. Les noms sont ceux choisis par le pays (directement en français ou par traductions de l'anglais).
| Site                                                                          | État              | Type                                                    | Date | Lien | Notes | Coordonnées                          | Illus. |
| ----------------------------------------------------------------------------- | ----------------- | ------------------------------------------------------- | ---- | ---- | ----- | ------------------------------------ | ------ |
| Aire de protection de la flore et de la faune de Cuatrociénegas (es)          | Coahuila          | Naturel                                                 | 2004 | 1954 |       | 26° 52′ 30″ nord, 102° 03′ 18″ ouest |        |
| Anneau de cénotes du cratère de Chicxulub                                     | Yucatán           | Naturel, (viii)                                         | 2012 | 5784 |       | 20° 49′ 59″ nord, 89° 25′ 01″ ouest  |        |
| L'Arco del Tiempo (es) du río La Venta (en)                                   | Chiapas           | Mixte, (iii), (vii), (viii), (x)                        | 2010 | 5567 |       | 16° 56′ 02″ nord, 93° 44′ 02″ ouest  |        |
| Bois, colline et château de Chapultepec                                       | Mexico            | Culturel, (i), (iii), (iv), (vi)                        | 2001 | 1273 |       | 19° 22′ 01″ nord, 99° 10′ 59″ ouest  |        |
| Cité pré-hispanique de Cantona (es)                                           | Puebla            | Culturel, (iii), (iv)                                   | 2001 | 1586 |       | 19° 32′ 17″ nord, 97° 28′ 16″ ouest  |        |
| Cuetzalan (es) et son environnement historique, culturel et naturel           | Puebla            | Mixte, (iii), (iv), (v), (viii), (ix)                   | 2006 | 5077 |       | 19° 57′ 00″ nord, 97° 34′ 55″ ouest  |        |
| Église Santa Prisca (es) et son environnement                                 | Guerrero          | Culturel, (i), (iv), (vi)                               | 2001 | 1543 |       | 18° 33′ 14″ nord, 99° 36′ 22″ ouest  |        |
| Grande ville de Chicomoztoc-La Quemada (es)                                   | Zacatecas         | Culturel, (i), (iv)                                     | 2001 | 1588 |       | 22° 45′ 00″ nord, 102° 40′ 01″ ouest |        |
| Las Pozas, Xilitla                                                            | San Luis Potosí   | Culturel, (i), (iii)                                    | 2009 | 5493 |       | 21° 22′ 59″ nord, 98° 58′ 59″ ouest  |        |
| Las Labradas, site archéologique du Sinaloa                                   | Sinaloa           | Culturel, (iii), (iv), (v)                              | 2012 | 5785 |       | 23° 37′ 13″ nord, 106° 46′ 05″ ouest |        |
| Los Petenes (es)-Ría Celestún (en)                                            | Campeche, Yucatán | Naturel, (ix), (x)                                      | 2008 | 5396 |       | 20° 25′ 19″ nord, 90° 32′ 28″ ouest  |        |
| Maison-atelier de Frida Kahlo et Diego Rivera                                 | Mexico            | Culturel, (i), (iv), (vi)                               | 2001 | 1599 |       | 19° 28′ 59″ nord, 99° 10′ 59″ ouest  |        |
| Pátzcuaro, site mémoriel humaniste et confluence culturelle                   | Michoacán         | Culturel, (ii), (iv), (vi)                              | 2023 | 6676 |       | 19° 30′ 59″ nord, 101° 36′ 35″ ouest |        |
| Région Lacantún (es) - Usumacinta                                             | Chiapas           | Mixte                                                   | 2004 | 1962 |       | 16° 36′ 25″ nord, 91° 11′ 10″ ouest  |        |
| Réserve de la Biosphère Banco Chinchorro (es)                                 | Quintana Roo      | Mixte, (i), (ii), (iii), (iv), (vii), (viii), (ix), (x) | 2004 | 1963 |       | 18° 34′ 59″ nord, 87° 22′ 01″ ouest  |        |
| San Juan de Ulúa, site mémoriel et résistances historiques                    | Veracruz          | Culturel, (ii), (vi)                                    |      | 6677 |       | 19° 12′ 33″ nord, 96° 07′ 53″ ouest  |        |
| Tecoaque (es)                                                                 | Tlaxcala          | Culturel, (ii), (iii), (iv)                             | 2004 | 1968 |       | 19° 35′ 10″ nord, 98° 37′ 30″ ouest  |        |
| Vallée des Cierges (es)                                                       | Basse-Californie  | Naturel                                                 | 2004 | 1953 |       | 30° 02′ nord, 115° 10′ ouest         |        |
| Ville historique d'Álamos (es)                                                | Sonora            | Culturel, (iv), (vi)                                    | 2001 | 1541 |       | 27° 01′ 16″ nord, 108° 56′ 02″ ouest |        |
| Ville historique d'Izamal (Izamal, continuité maya dans une ville historique) | Yucatán           | Culturel, (iii), (iv), (vi)                             | 2008 | 5394 |       | 20° 55′ 30″ nord, 89° 00′ 00″ ouest  |        |
| Ville historique Real de las Once Mil Vírgenes de Cosalá (es)                 | Sinaloa           | Culturel, (ii), (iv)                                    | 2004 | 1958 |       | 24° 43′ 59″ nord, 107° 30′ 29″ ouest |        |
| Ville historique de San Sebastián del Oeste                                   | Jalisco           | Mixte, (iii), (iv), (v), (ix), (x)                      | 2001 | 1590 |       | 20° 45′ 29″ nord, 104° 51′ 29″ ouest |        |